# Intercontinental GT Challenge
Die Intercontinental GT Challenge ist eine Motorsport-Serie, organisiert von der SRO Motorsports Group. Sie besteht aus Langstreckenrennen für GT3-Fahrzeuge.

## Format
Die Serie zielt auf die Hersteller ab, wobei diese nicht als Werksteams antreten, sondern über lokale Kundenteams Punkte sammeln. In der ersten Saison 2016 nahmen Audi, Bentley, McLaren und Mercedes teil.
Manche Rennen sind Einzelevents, wie etwa das 12-Stunden-Rennen von Bathurst, andere sind eingebunden in eine Serie wie das 24-Stunden-Rennen von Spa-Francorchamps, als Bestandteil der GT World Challenge Europe. Alle Fahrzeuge unterliegen einer Balance of Performance der SRO.

## Modus und Sieger
Ein Hersteller kann bis zu vier Fahrzeuge pro Event einsetzten, aber nur die zwei bestplatzierten Fahrzeuge erhalten Punkte. Fahrertitel werden in der PRO- und der AM-Kategorie verliehen.

### Herstellertitel
| Jahr | GT3          | GT4               |
| ---- | ------------ | ----------------- |
| 2016 | Audi         | Nicht Ausgetragen |
| 2017 | Audi         | Porsche           |
| 2018 | Audi         | Nicht Ausgetragen |
| 2019 | Porsche      | Nicht Ausgetragen |
| 2020 | Porsche      | Nicht Ausgetragen |
| 2021 | Audi         | Nicht Ausgetragen |
| 2022 | Mercedes-AMG | Nicht Ausgetragen |
| 2023 | Mercedes-AMG | Nicht Ausgetragen |
| 2024 | Porsche      | Nicht Ausgetragen |

### Fahrertitel
| Jahr | PRO                                | AM                                       |
| ---- | ---------------------------------- | ---------------------------------------- |
| 2016 | Laurens Vanthoor                   | Thierry Cornac Steve McLaughlan          |
| 2017 | Markus Winkelhock                  | Nicht Ausgetragen                        |
| 2018 | Tristan Vautier                    | Kenny Habul                              |
| 2019 | Dennis Olsen                       | Kenny Habul                              |
| 2020 | Nicky Catsburg Augusto Farfus      | Nicht Ausgetragen                        |
| 2021 | Côme Ledogar Alessandro Pier Guidi | Mikaël Grenier Kenny Habul Martin Konrad |
| 2022 | Daniel Juncadella                  | Kenny Habul Martin Konrad                |
| 2023 | Jules Gounon                       | Jonathan Hui                             |
| 2024 | Charles Weerts                     | Antares Au                               |

## Evolution des Kalenders
| Event / Jahr               | 2016 | 2017 | 2018 | 2019 | 2020 | 2021 | 2022 | 2023 | 2024 | 2025 | Gesamt |
| -------------------------- | ---- | ---- | ---- | ---- | ---- | ---- | ---- | ---- | ---- | ---- | ------ |
| 12 Stunden von Bathurst    |      |      |      |      |      |      |      |      |      |      | 9      |
| 24 Stunden von Spa         |      |      |      |      |      |      |      |      |      |      | 10     |
| 12 Stunden von Sepang      |      |      |      |      |      |      |      |      |      |      | 1      |
| 8 Stunden von Kalifornien  |      |      |      |      |      |      |      |      |      |      | 3      |
| 10 Stunden von Suzuka      |      |      |      |      |      |      |      |      |      |      | 3      |
| 9 Stunden von Kyalami      |      |      |      |      |      |      |      |      |      |      | 5      |
| 8 Stunden von Indianapolis |      |      |      |      |      |      |      |      |      |      | 6      |
| 12 Stunden von Abu Dhabi   |      |      |      |      |      |      |      |      |      |      | 2      |
| 1000km von Suzuka          |      |      |      |      |      |      |      |      |      |      | 1      |
| 24h Nürburgring            |      |      |      |      |      |      |      |      |      |      | 2      |